# Isla Henry (India)
Isla Henry  (en bengalí: হেনরি দ্বীপ) es una isla cerca de Bakkhali en el estado de Bengala occidental, parte del país asiático de la India. Se trata de un territorio a alrededor de 130 km de Calcuta. La isla lleva el nombre de un europeo que llegó a tierra en la zona en el siglo XIX. Un Bosque de manglar denso separado por numerosos canales cubrió el área después. Algunos visitan la isla para descansar en sus playas extensa y desierticas. La vista desde la torre del Complejo Turístico Sundari es notable.